# Pepe Carvalho

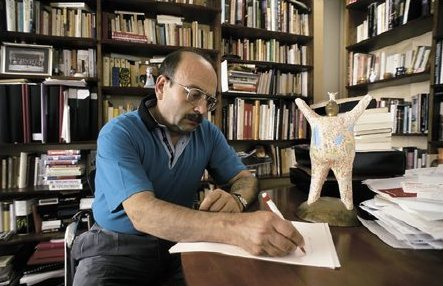
Manuel Vázquez Montalbán, il creatore di Pepe Carvalho

Pepe Carvalho è un personaggio immaginario, letterario, cinematografico e televisivo e dei fumetti disegnati da Bartolomé Seguí,  ideato dallo scrittore catalano Manuel Vázquez Montalbán (di cui in trenta anni di romanzi rimarrà coetaneo) e ripreso nel 2019 dallo scrittore catalano Carlos Zanón.

## Biografia del personaggio
(da La solitudine del manager)
Pepe Carvalho, all'anagrafe "José Carvalho Tourón", nasce a Souto (presso Lugo, in Galizia) quasi al termine della guerra civile spagnola (quindi intorno al 1939, come il suo creatore). Le notizie della sua infanzia, così come quelle degli anni precedenti il suo trasferimento a Barcellona, sono abbastanza lacunose e per molti aspetti incerte. Da giovane militante comunista partecipa alla lotta clandestina contro il regime franchista con il nome di battaglia di Ventura e ciò lo porterà anche ad essere incarcerato. Dopo aver lavorato quattro anni come agente della CIA, intraprende la carriera di investigatore privato.
Vive a Barcellona (in particolare ha una villetta nella zona collinare di Vallvidrera). Ha un ufficio sulle ramblas, all'interno del quale, in uno sgabuzzino munito di cucinino, alloggia Biscuter, uno “sgorbio d'uomo”, suo aiutante ed incredibile cuoco; la vita sentimentale di Pepe è tutta costruita sul travagliato rapporto con la prostituta Charo e le avventure con altre donne non fanno che aumentare la solitudine dell'antieroe umanamente cinico. Nella sua contraddittorietà ama viaggiare, pur lasciando con molte remore Barcellona.

## Caratterizzazione

### Il cognome
Già sul cognome del personaggio ci sono un paio di "sviste" degne di nota. Se, infatti, è vero che da più di un romanzo veniamo a sapere che il suo nome completo è José Carvalho Tourón, ne La solitudine del manager - terzo romanzo della serie - il suo secondo cognome risulta essere Larios e non Tourón.
Di nuovo nel romanzo "Gli uccelli di Bangkok" il cognome del detective risulta "Carvalho Tourón".
Nel più recente romanzo, scritto da Carlo Zanón nel 2019, è confermato il doppio cognome Carvalho Larios dal medico internista che gli esamina il fegato ("José Carvalho Larios, come il detective"). Una altra incoerenza riguarda il prenome: in Quintetto di Buenos Aires, il poliziotto che gli controlla il passaporto al suo arrivo in Argentina esclamò: "È la prima volta che qualcuno si chiama Pepe in un passaporto".
In base alla precisione con cui lo scrittore concatena fatti e persone tra i vari romanzi (per esempio, ne "Gli Uccelli di Bangkok" il protagonista ricorda di essere già stato gettato in un canale ad Amsterdam, ne "La Rosa di Alessandria" il detective prevede un suo futuro soggiorno termale che, infatti, si concretizzerà alcuni romanzi dopo) è difficile ammettere una svista da parte dell'autore Vazquez Montalbán. Più realisticamente, in sintonia con il personaggio, è da ipotizzare che Carvalho, già agente della CIA, giri con documenti diversi alcuni falsificati in modo egregio: per esempio nel romanzo Gli Uccelli di Bangkok le persone di contatto tailandesi gli forniscono diversi documenti per passare la frontiera con la Malesia e per poi rientrare in Tailandia. È da tener presente che i romanzi furono scritti in epoche in cui non esistevano i documenti biometrici e produrre documenti falsificati ad arte non era una finalità impossibile.

### L'indifferenza verso il mondo
La frase che più frequentemente appare in tutte le storie romanzate di Pepe Carvalho è "scrollò le spalle" ("se encogió de hombros"). Sia Carvalho sia molti personaggi comprimari hanno un atteggiamento cinico e freddo verso le altre persone e il mondo. È un mondo dove si nasce e si muore e appare inutile avere emozioni. La stessa moglie dello scrittore Vazquez Montalbán confermo' in una intervista che suo marito utilizzava il personaggio di Pepe Carvalho per "presentare con un certo distacco, una visione malinconica della Storia, della condotta umana e del rapporto tra uomo e società"..Le sommosse nel centro città e i cortei di protesta sono osservati da lontano come eventi su cui Carvalho non può intervenire. La polizia arriva solo per dare fastidio (La solitudine del manager) oppure per fare pressioni su Carvalho (I mari del sud) ad abbandonare l'indagine (La Rosa di Alessandria ) .Le torture e i paesaggi cui viene sottoposto Carvalho ne "La Rosa di Alessandria " , "Tatuaggio" e "La solitudine del Manager"  colpiscono per la sua reazione fredda e cinica assieme alla sua alta soglia di sopportazione del dolore . Tutti questi aspetti caratterizzanti l'universo di Pepe Carvalho sono stati messi in evidenza in uno studio filologico di Alessio Piras per l'università Statale di Milano ("Cronache del disincanto.Una comparazione tra Manuel Vazquez Montalban e Bruno Morchio").

### La piromania dei libri
Una delle manie di Carvalho è bruciare i libri che ha letto nel passato, custoditi negli scaffali della sua libreria costruita su misura nel villino di Vallvidrera. I primi due a finire nel fuoco del caminetto (nel romanzo "Tatuaggio") sono il "Don Chisciotte" e "La Spagna come Problema". Carvalho brucia i libri poiché non li riconosce più come mezzo per interpretare il mondo (ha qualche remora solo per alcuni, ad esempio quelli di Joseph Conrad, che comunque non risparmia).

### La gastronomia e gli alcolici
La passione di Carvalho è la buona cucina, sia come cuoco sia come gourmet. Questo aspetto è un riflesso degli interessi del suo autore Vazquez Montalbán, che difatti pubblicò un libro tradotto anche in Italia con il titolo "Le ricette di Pepe Carvalho". Il gusto per i piatti pesanti lo porta ad eccessi dannosi per la salute (come è ben evidente ne Le terme). Anni dopo la medicina interna gli presenterà il conto di una vita di eccessi di alcool e di mangiate smoderate nel romanzo più recente (Problemi di identità) in cui nello schermo della ultima ecografia "appaiono tumori come le bombe che caddero su Bagdad".

### Altre caratteristiche
I suoi detrattori, soprattutto il commissario Contreras, suo antagonista, lo definiscono "annusapatte", termine usato per identificare gli investigatori privati che si occupano di casi di infedeltà coniugali.

## Il personaggio dopo la morte dell'autore
Nell'ultimo romanzo scritto da Manuél Vazquez Montalbán, pubblicato in due volumi Millennio 1. Pepe Carvalho sulla via di Kabul e Millennio 2. Pepe Carvalho, l'addio, il personaggio sembra presentire la sua scomparsa, causata dall'improvvisa morte del suo creatore nel 2003.
Nel 2017 la casa editrice spagnola Planeta, che ha pubblicato tutti i romanzi in lingua spagnola in una collana dedicata a Carvalho (per l'appunto denominata "Serie Carvalho"), con il beneplacito degli "Eredi di Manuel Vazquez Montalbán" incaricò lo scrittore Carlos Zanón di resuscitare il personaggio in un nuovo romanzo, pubblicato in castigliano nel 2019 con il titolo Carvalho. Problemas de identidad e, nello stesso anno , tradotto in italiano da Bruno Arpaia e pubblicato in Italia dalla Editoriale SEM.

## Comprimari
- Charo (Rosario García López). Prostituta di mestiere e amante di Carvalho, che ha conosciuto nel 1971. È originaria di Águilas (Murcia). Dapprima si prostituiva in un locale (il Venezuela), ma poi ha deciso di esercitare la sua professione in casa (in calle Perecamps di Barcellona). Nel 1991 lascia Carvalho e Barcellona, accettando un posto offerto da un suo cliente: centralinista in un albergo ad Andorra.
- Biscuter (José Plegamans Betriu), aiutante e cuoco di Carvalho. Si conobbero nel carcere di Lleida in cui Pepe era detenuto per motivi politici e Biscuter come ladro di auto (da qui il nomignolo, visto che Biscuter era il nome di una utilitaria molto diffusa in Spagna negli anni '50). Si reincontrano nel 1977, quando Biscuter, senza averlo riconosciuto, chiede 25 pesetas a Carvalho. È l'inizio di una collaborazione che durerà per molti anni: Pepe fa il detective e Biscuter il segretario e cuoco, per aiutarlo in seguito anche nelle investigazioni. Ma sarebbe errato pensare che si tratti di una coppia assimilabile a Holmes-Watson (oppure a Poirot-Hasting). Biscuter non è l'utile idiota che serve all'investigatore per svelare ai lettori i percorsi mentali dell'investigatore o per fungere da cronista (del resto i romanzi di Vázquez Montalbán nulla hanno a che fare con quelli di Arthur Conan Doyle o Agatha Christie). Biscuter rimane spesso al margine dei casi, ma è una figura sempre presente, che suscita un'immediata simpatia nel lettore. Memorabili le sue peregrinazioni nei mercati e nelle botteghe di Barcellona alla ricerca delle materie prime dei piatti che cucina e sottopone all'insindacabile giudizio di Carvalho.
- Enric Fuster, nato a Villores in Catalogna (il luogo in cui si trovano secondo Carvalho i tartufi più buoni del mondo), è un commercialista. Vicino di casa di Carvalho e frequente compagno di cene che spesso iniziano tardi e si prolungano per quasi tutta la notte. Fine intenditore di cibi pregiati e distillati, condivide con Carvalho la passione per la cucina, accettando, per il gusto della tavola, di sottostare alle stranezze del suo ospite.
- Bromuro (Francisco Melgar). Conosce Carvalho nel carcere "La Modelo" di Barcellona. Lustrascarpe, informatore, sostiene che il governo immetta del bromuro nella rete idrica per sedare animi e voglie. Muore di cirrosi epatica nell'ottobre del 1988 ed è sepolto al cimitero di Montjuïc a Barcellona.
- Ispettore Contreras, poliziotto franchista e nemico di Carvalho.
- Teresa Marsé merita una menzione poiché appare in ben tre storie di Pepe Carvalho. Catalana di origine da una famiglia benestante di Barcellona (al pari della bella e ricca Teresa senza cognome del romanzo del 1966 dello scrittore Juan Marsé, di cui alcuni vedono l'ispirazione per il nome "Teresa Marsé"[3])viene caratterizzata come una donna superficiale e insicura (Carvalho ricorderà con astio in altre occasioni la frase di Teresa che proponeva di "andare a mangiare qualcosa" in un posto qualunque), che ha sempre bisogno di dipendere dall'aiuto di altre persone. Nel romanzo Tatuaggio appare per la prima volta Teresa Marsé come responsabile di un piccolo negozio di abbigliamento, che i genitori hanno aiutato a finanziare dopo la sua crisi matrimoniale. Aiuta, peraltro involontariamente, Carvalho a trovare la pista che condurrà alla villa dove avvenivano gli amplessi erotici del bel "marinaio biondo come la birra". Nel successivo romanzo I Mari del Sud il detective Carvalho si rivolge a lei per sapere se, tra i vari amanti passati, vi è stato anche il defunto Stuart Pedrell. Finalmente ne Gli Uccelli di Bangkok è proprio Teresa Marsé a causare la missione di Carvalho fino a Bangkok, che si concluderà tra le solitarie dune di una spiaggetta catalana.

## Elenco delle opere in cui compare il personaggio
Pepe Carvalho è protagonista di numerosi racconti e romanzi, tutti scritti da Manuel Vázquez Montalbán (eccetto l'ultimo, opera di Carlos Zanón), di seguito elencati nell'ordine in cui sono stati pubblicati in Spagna nella "Serie Carvalho" dell'editore Planeta. Tranne indicazione contraria nella lista qui sotto, sono stati quasi tutti tradotti in italiano da Hado Lyria. Tra parentesi compare il titolo originale spagnolo e l'anno della prima edizione italiana:
- 1972 - Ho ammazzato J. F. Kennedy (Yo maté a Kennedy, 2001)
- 1974 - Tatuaggio (Tatuaje, 1991)
- 1977 - La solitudine del manager (La soledad del manager, 1993)
- 1979 - I mari del Sud (Los mares del Sur, 1994, dapprima pubblicato nel 1982 dagli Editori Riuniti sotto il titolo di Un delitto per Pepe Carvalho con la traduzione di Sonia Piloto di Castri ). Questo caso di traduzione da una madrelingua italiana e, 12 anni dopo,  il rifacimento di una nuova traduzione italiana dello stesso romanzo da parte di una madrelingua spagnola ha fatto discutere l'ambiente accademico . Infatti molti sono gli spagnolismi nel testo della versione italiana di Hado Lyria. Per un commento su queste due versioni italiane dello stesso romanzo Cfr. l'analisi linguistica di Rosa Maria Rodríguez Abella[4]. In tale contesto di ricerca filologica un progetto in merito alle traduzioni dei romanzi di cui è protagonista Pepe Carvalho è stato condotto dall'Università di Verona a partire dall'anno 2013.[5]
- 1981 - Assassinio al Comitato Centrale (Asesinato en el Comité Central, 1984, traduzione di Lucrezia Panunzio Cipriani)
- 1983 - Gli uccelli di Bangkok (Los pájaros de Bangkok, 1990, traduzione di Sandro Ossola)
- 1984 - La rosa di Alessandria (La rosa de Alejandría, 1995)
- 1986 - Le terme (El balneario, 1996)
- 1987 - Storie di fantasmi (Historias de fantasmas, 1999) (racconti)
- 1987 - Storie di padri e figli (Historias de padres e hijos, 2001) (racconti)
- 1987 - Storie di politica sospetta (Historias de política ficción, 2008) (racconti)
- 1987 - Tre storie d'amore (Tres historias de amor, 2003) (racconti)
- 1987 - Assassinio a Prado del Rey (Asesinato en Prado del Rey y otras historias sórdidas, 2009) (Racconti)
- 1988 - Il centravanti è stato assassinato verso sera (El delantero centro fue asesinado al atardecer, 1991)
- 1988 - Le ricette di Pepe Carvalho (Las recetas de Carvalho, 1994) (raccolta di ricette)
- 1991 - Il labirinto greco (El laberinto griego, 1992)
- 1993 - Sabotaggio olimpico (Sabotaje olímpico, 2006, dapprima pubblicato a puntate dal quotidiano La Stampa, 1993)
- 1994 - Il fratellino (El hermano pequeño, 1997) (racconti)
- 1994 - Luis Roldán, né vivo né morto (Roldán, ni vivo ni muerto, 2013)
- 1996 - Il premio (El premio, 1998)
- 1997 - La bella di Buenos Aires (La muchacha que pudo ser Emmanuelle, 2013, Pubblicato a puntate sul quotidiano "El País" nell'agosto 1997)
- 1997 - Quintetto di Buenos Aires (Quinteto de Buenos Aires, 1999)
- 1997 - Carvalho 25 años (dedicato al venticinquesimo anniversario della pubblicazione del primo romanzo che lo riguarda). Questo cofanetto contiene sette libretti:
  - "Pepe Carvalho, una noticia biográfica", una piccola biografia del detective divisa in due parti, "El país de la infancia" e "Viaje de ida y vuelta", ad opera di Quim Aranda, un giornalista ed esperto carvalhista;
  - "A Carvalho y Vázquez Montalbán", due raccolte di dediche all'autore e alla sua creazione letteraria da parte di molte importanti personalità (il solo Italiano che appare in una delle dediche è il dirigente politico Massimo D'Alema);
  - "Un paseo visual", in cui sono contenute immagini e foto dei luoghi dove sono ambientati i romanzi;
  - "Antes de que el milenio nos separe", monologo teatrale scritto da Vázquez Montalbán nel quale Carvalho protesta con il suo autore per non avergli concesso la libertà di fare ciò che desiderava nella propria vita;
  - "101 preguntas sobre Carvalho", un test per il perfetto carvalhista realizzato da Quim Aranda.

I due libretti con la biografia e il questionario su Carvalho sono stati pubblicati in Italia nel 1997 con il titolo di Piacere, Pepe Carvalho.
- 2000 - L'uomo della mia vita (El hombre de mi vida, 2000)
- 2004 - Millennio I: Pepe Carvalho sulla via di Kabul (Milenio Carvalho I: Rumbo a Kabul, 2004)
- 2005 - Millennio II: Pepe Carvalho, l'addio (Milenio Carvalho II: En las antipodas, 2005)

Di Carlos Zanón:
- 2019 - Carvalho. Problemi di identità , traduzione di Bruno Arpaia (Carvalho: problemas de identidad, 2019)

## Trasposizione in altri media
Cinema e televisione
- 1978 - Tatuaje, regia di Bigas Luna
- 1982 - Asesinato en el Comité Central, regia di Vicente Aranda
- 1986 - Olímpicament mort, lungometraggio per la televisione catalana realizzato da Manuel Esteban con Manuel Vázquez Montalbán come narratore, Constantino Romero nel ruolo di Carvalho e Andreu Martín in quello della vittima
- 1986 - Las aventuras de Pepe Carvalho, serie TV, con Eusebio Poncela nelle vesti di Carvalho, regia di Adolfo Aristarain e José Ramón Larraz:
  - Young Serra, peso pluma
  - La dama inacabada
  - Golpe de estado
  - La curva de la muerte
  - El caso de la gogo girl
  - Pigmalión
  - Recién casados
  - El mar, un cristal opaco
- 1992 - Los mares del sur, regia di Manuel Esteban
- 1993 - Il labirinto greco (El laberinto griego), regia di Rafael Alcázar
- 1997 - Pepe Carvalho en Buenos Aires, serie TV argentina di cui si è realizzato solo un episodio "El hombre oculto", con Juan Diego nei panni di Carvalho e con la direzione di Luis Baroné
- 1999 - Pepe Carvalho: la serie, serie TV (coproduzione Spagna-Italia-Francia) con Juanjo Puigcorbé nelle vesti di Carvalho e Valeria Marini in quelle di Charo:
  - La solitudine del manager (La soledad del manager), regia di Merzak Allouache
  - Alla ricerca di Sheherazade (Buscando Sheherazade), regia di Franco Giraldi
  - Il centravanti è stato assassinato verso sera (El delantero centro fue asesinado al atardecer), regia di Franco Giraldi
  - Il fratellino (El hermano pequeño), regia di Enrique Urbizu
  - Come eravamo (Tal como éramos), regia di Rafael Moleón
  - Storia di famiglia (Padre, patrón), regia di Emmanuelle Cuau
- 2003 - Pepe Carvalho, serie TV (coproduzione Catalogna-Galizia-Francia) con Juanjo Puigcorbé nelle vesti di Carvalho e Carla Maciel in quelle di Charo:
  - Cita mortal a l'Up & Down, regia di Laurent Jaoui
  - Els mars del sud, regia di Philippe Venault
  - La rosa d'Alexandria, regia di Rafael Moleón
  - El premi, regia di Fabrice Cazeneuve

Fumetti
- Carvalho.Tatuaggio, disegni, colori e copertina di Bartolomé Seguí sceneggiatura di Hernán Migoya, (Tunué 2018)